# Zemské volby v Sasku 2019
| Výsledky voleb | Výsledky voleb | Výsledky voleb | Výsledky voleb | Výsledky voleb |
| -------------- | -------------- | -------------- | -------------- | -------------- |
| subjekt        |                |                |                | % hlasů        |
| CDU            | CDU            |                | 32,1           | 32,1           |
| AfD            | AfD            |                | 27.,5          | 27.,5          |
| Levice         | Levice         |                | 10,4           | 10,4           |
| Zelení         | Zelení         |                | 8,6            | 8,6            |
| SPD            | SPD            |                | 7,7            | 7,7            |
| FDP            | FDP            |                | 4,5            | 4,5            |
| ostatní        | ostatní        |                | 9,19           | 9,19           |

| Mandáty | Mandáty | Mandáty | Mandáty | Mandáty |
| ------- | ------- | ------- | ------- | ------- |
| subjekt |         |         |         | mandáty |
| CDU     | CDU     |         | 45      | 45      |
| AfD     | AfD     |         | 38      | 38      |
| Levice  | Levice  |         | 14      | 14      |
| Zelení  | Zelení  |         | 12      | 12      |
| SPD     | SPD     |         | 10      | 10      |

Zemské volby v Sasku v roce 2019 se konaly 1. září, tedy v řádném termínu přibližně pěti let po volbách v roce 2014 a ve stejném termínu jako zemské volby v Braniborsku. Voleno bylo 119 poslanců do saského zemského sněmu zasedajícího v Drážďanech.

## Situace před volbami

### Zemské volby v roce 2014
V roce 2014 vyhrála volby Křesťanskodemokratická unie (CDU) s 39,4 % hlasů a ziskem 59 křesel, druhá skončila Levice s 18,9 % hlasů a 27 mandáty, třetí Sociálnědemokratická strana Německa (SPD) s 12,4 % a 18 křesly, čtvrtá Alternativa pro Německo (AfD) s 9,7 % a 14 mandáty a jako poslední se dostal do zemského sněmu Svaz 90/Zelení s 5,7 % a 8 mandáty. Pětiprocentní uzavírací klauzuli těsně nepřekročila Národnědemokratická strana Německa (NPD) s 4,9 % a ze zemského sněmu vypadla Svobodná demokratická strana (FDP) s 3,8 %. Tehdejší předseda CDU Stanisław Tilich tak zůstal i po volbách ministerským předsedou Saska, ale jeho druhá vláda v koalici s FDP byla nahrazena třetí vládou v koalice s SPD.

### Spolkové volby na podzim 2017
Ve volbách do spolkového sněmu na podzim 2017 překvapivě zvítězila v rámci Saska AfD, která se ziskem 27,0 % těsně porazila CDU s 26,9 %. Stanisław Tilich následně odstoupil z funkce ministerského předsedy, takže koaliční vláda CDU a SPD pokračovala coby první vláda Michaela Kretschmera.

### Předvolební průzkumy
Koncem roku 2018 favorizovaly předvolební průzkumy CDU s necelými 30 % následovanou AfD s 25 %. Levice v průzkumech dosahovala až 18 %, SPD až 11 %, Zelení až 9 % a FDP těsně překračovala uzavírací klauzuli s přibližně 6 %.

## Výsledky voleb
Na základě výsledků voleb byla 20. prosince 2019 jmenována druhá vláda Michaela Kretschmera složená ze zástupců CDU, Svazu90/Zelených a SPD (tzv. keňská koalice).

Mapa vítězných subjektů v jednotlivých okrscích Saska

| Strana | Strana         | Ideologie                | Hlasy     | Podíl   | Podíl    | Mandáty | Mandáty |
| ------ | -------------- | ------------------------ | --------- | ------- | -------- | ------- | ------- |
|        | CDU            | křesťanská demokracie    | 695 560   | 32,1 %  | ▼−7,3 %  | 45      | ▼-14    |
|        | AfD            | německý nacionalismus    | 595 671   | 27,5 %  | ▲+17,7 % | 38      | ▲+24    |
|        | Die Linke      | demokratický socialismus | 224 354   | 10,4 %  | ▼-8,5 %  | 14      | ▼-13    |
|        | Svaz 90/Zelení | zelená politika          | 187 015   | 8,6 %   | ▲+2,9 %  | 12      | ▲+4     |
|        | SPD            | sociální demokracie      | 167 289   | 7,7 %   | ▼−4,6 %  | 10      | ▼-8     |
|        | FDP            | liberalismus             | 97 438    | 4,5 %   | ▲+0,7 %  | ▬       | ▬       |
|        | Ostatní        |                          | 199 130   | 9,19 %  |          |         | ▬       |
| Celkem | Celkem         |                          | 2 166 457 | 100,0 % |          | 119     | ▼-7     |